# Хестиеоти
Хестиеотите (на старогръцки: Ἱστιαιῶτις) са древен народ населявал страната Хестиеотида в антична Тесалия.
Древни градове на хестиеотите били Егинио (съвременна Каламбака), Трика, Фаркадон, Гомфой (до 1930 г. носи името Рапсиста), Пелина, Метрополис, Фалория и Итоми.
Хестиеотите се споменават за първи път от Херодот, когато заемали територията около планините Оса и Олимп, след което прогонени от Кадъм се установили в Пинд около Трика и по горното течение на Пеней, според Страбон. 